# L'essenziale (album Tiromancino)
L'essenziale è un album inciso dai Tiromancino, pubblicato il 26 ottobre 2010. L'album contiene 11 tracce tra cui una in particolare, L'essenziale, dà il nome all'intero album.

## Tracce
1. Mondo imperfetto – 4:52
2. Se tutte le avventure – 4:45
3. Esiste un posto – 4:25
4. L'essenziale – 4:22
5. La strada da prendere – 3:44
6. L'inquietudine di esistere (feat. Fabri Fibra) – 3:40
7. Quanto ancora – 2:51
8. Migrantes – 3:16
9. Intermezzo Essenziale – 1:27
10. Le mie notti – 3:21
11. Vite di ordinaria follia – 4:18

## Formazione
- Federico Zampaglione - voce, cori, chitarra acustica, chitarra elettrica, basso
- Andrea Pesce - tastiera
- Andrea Moscianese - chitarra solista, ukulele, basso, pianoforte, mandolino
- Ivo Parlati - batteria
- Stefano Cenci - tastiera
- Emanuele Brignola - basso
- Alessandro Canini - batteria, basso, mellotron
- Tyler Martyr - cajon, synth
- Saverio Principini - basso, tastiera, synth
- Simone Sello - chitarra elettrica
- Matt Laug - batteria
- Arlan Schierbaum - mellotron, moog
- Bobbi Rodriguez - tromba, flicorno

## L'essenziale tour
L'essenziale tour è il tour dei Tiromancino per promuovere l'omonimo album. Si tratta di un tour che vede tappe nazionali sia nel 2010 che durante il 2011. Durante questo tour sul palco, in alcune serate, c'è stata Noemi, cantante con cui Federico Zampaglione ha duettato, e Giuliano Sangiorgi dei Negramaro.

## Classifiche
| Classifica (2010) | Posizione |
| ----------------- | --------- |
| Italia            | 51        |